# Hanenrijder

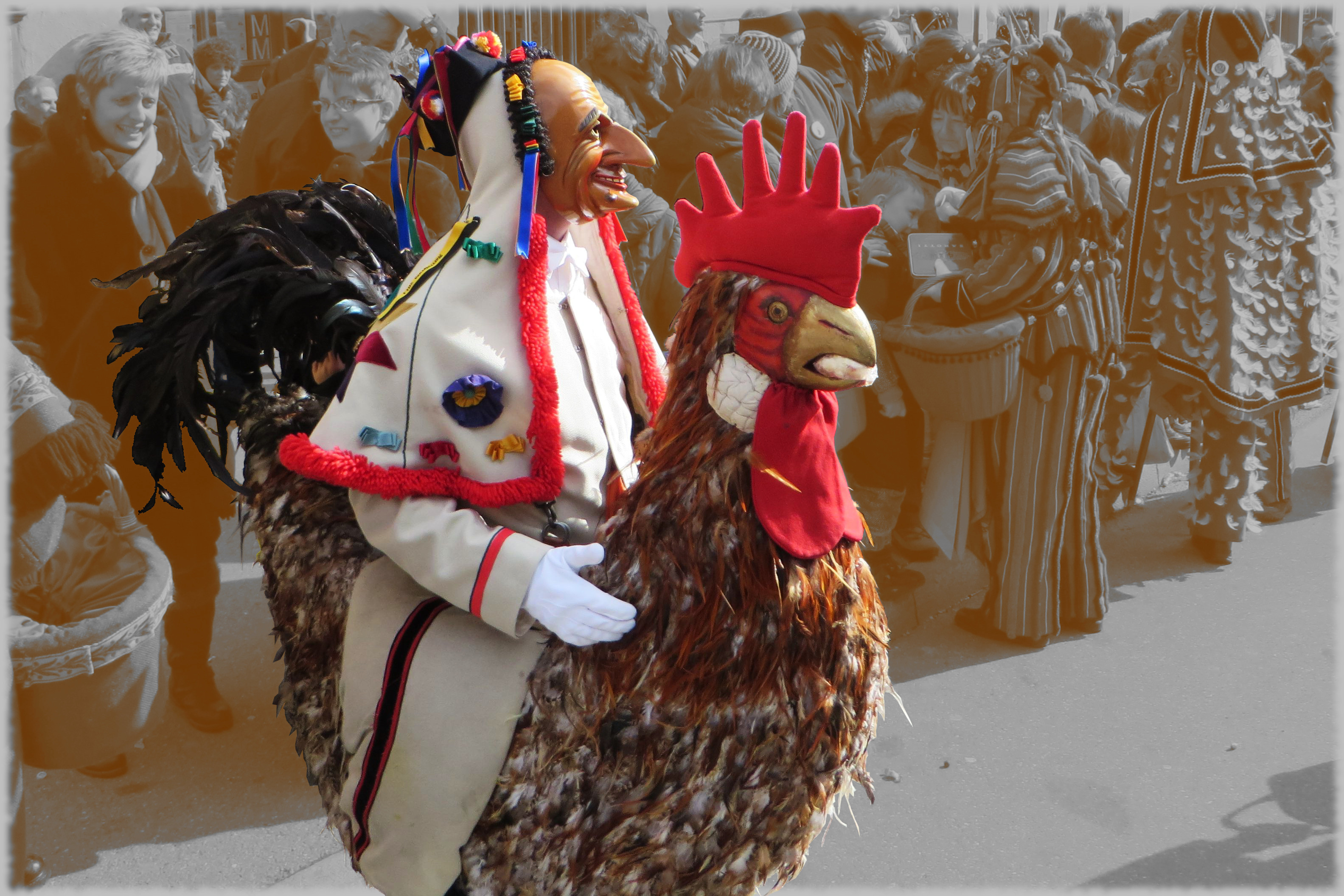
Hanenrijder in de optocht van Rottweil

De hanenrijder (ook: hanenruiter) was een schertsfiguur die gezeten was op de rug van een haan. De oorsprong van deze figuur gaat terug tot in de oudheid.

## Oorsprong en geschiedenis
Afbeeldingen op een Attische kylix van rond het begin van de 5e eeuw voor Christus tonen een jonge man gezeten op een haan. De hanenrijder is eveneens afgebeeld op een kapiteel van de Romaanse kathedraal van Compostella en in het surreële werk van Hiëronymus Bosch.
De hanenrijder was in de late middeleeuwen tot in de 19e eeuw een koddige verschijning die langs dorpen en steden in Zuid-Duitsland en Oostenrijk trok. Vaak had de man een lichamelijk gebrek, zoals een bochel, kromme benen of een kleine gestalte. Omdat zijn optreden seksueel getint was, werd gezegd dat hij op een haan reed, het symbool van erotiek en seksuele driften. Door zijn gebrek werd hij niet in staat geacht een paard te berijden. Hij droeg kleurige kleding en had vaak een geschminkt gezicht waardoor zijn grimassen benadrukt werden. Hij trad meestal op op de markt of bij de fontein van stad of dorp, waar hij de jongelui vermaakte met grappen en grollen die meestal enigszins dubbelzinnig waren. Later in de avond trok hij naar de cafés of herbergen om het volwassen publiek te vermaken. Over het algemeen verkocht hij ook kleine snuisterijen om zo naast de fooien een inkomen te verwerven.
Na 1840 waren er op markten nog wel kramen waar allerlei kluchtige figuren het publiek vermaakten, maar het geslacht van de hanenrijders was uitgestorven.

## Tradities

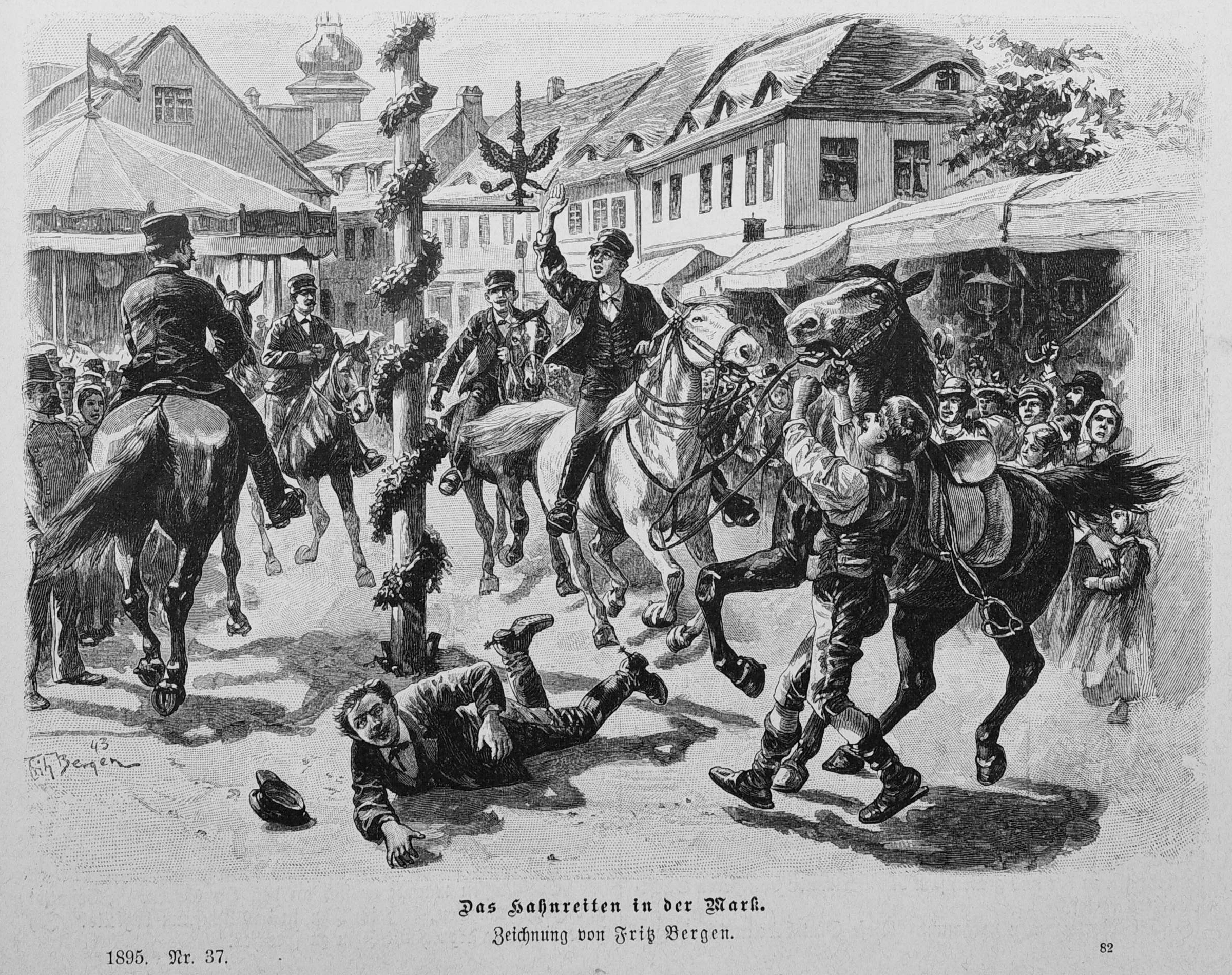
Die Gartenlaube (1895) afbeelding Hahnreiten

De verschijning van de hanenrijder als rondtrekkend figuur is in de 19e eeuw vrijwel verdwenen en werd toen met name ten tonele gevoerd bij carnavalsoptochten, waar deze traditie in 2020 nog bestaat. Deze hanenrijders zijn rijk uitgedost en dragen meestal een mombakkes met de grimas van een dwaas met een grote neus en tanden. Het belangrijke feest waarbij de hanenrijder ten tonele wordt gevoerd is in Rottweil, de Rottweiler Narrensprung op vastenavond. De hanenrijder werd veel gebruikt voor de decoratie van huizen maar ook bijvoorbeeld van gebak ter gelegenheid van de winterfeesten. Er zijn ook talloze beeldjes uit allerlei materialen vervaardigd.
In het graafschap Mark was aan het einde van de 19e eeuw aan het einde van de oogsttijd een hanenrijderstoernooi. Een houten vogel, die meer leek op een adelaar dan op een haan, was bevestigd op een houten spil waarop de vogel kon draaien. Jonge ruiters probeerden met de handpalm zo hard tegen de vogel te slaan dat deze al draaiende van de spil vloog. Deze sportieve inspanning eindigde voor velen op de grond, tot vermaak van de toeschouwers. Voor de winnaars waren er allerlei kleine prijzen zoals zakdoeken en tabakspijpen.
Vroeger werd de hanenrijder afgebeeld met een gewei dat symbool stond voor de bedrogen echtgenoot, vergelijk de hoorndrager. In de loop der jaren is het gewei verdwenen maar de symboliek is behouden.In het Bernisches Historisches Museum bevindt zich een schotel van keramiek met een afbeelding van een hanenrijder uit 1735; degene die dit als geschenk ontving werd er opmerkzaam op gemaakt dat zijn vrouw hem bedroog.

## Wetenswaardigheden
- Beroemde kunstenaars lieten zich ook inspireren door de hanenrijder, zoals Marc Chagall, The Rooster, 1929, Thyssen-Bornemisza Collection, Madrid, Spanje.
- Het hanenrijdersfeest was een barbaars gebruik op de Vastenavond dat, tot aan het verbod 1886, in Brabant (Nederland en België) werd gehouden. De geblinddoekte deelnemers moesten trachten de kop van een levende haan af te slaan, zie hanenkap.[6]
- In België worden nog steeds (2020) hanenrijdersfeesten gehouden waarbij de jonge deelnemers op de fiets de kop van een dode haan proberen af te trekken, zoals in Ekeren en Olmen.[7]

## Afbeeldingen

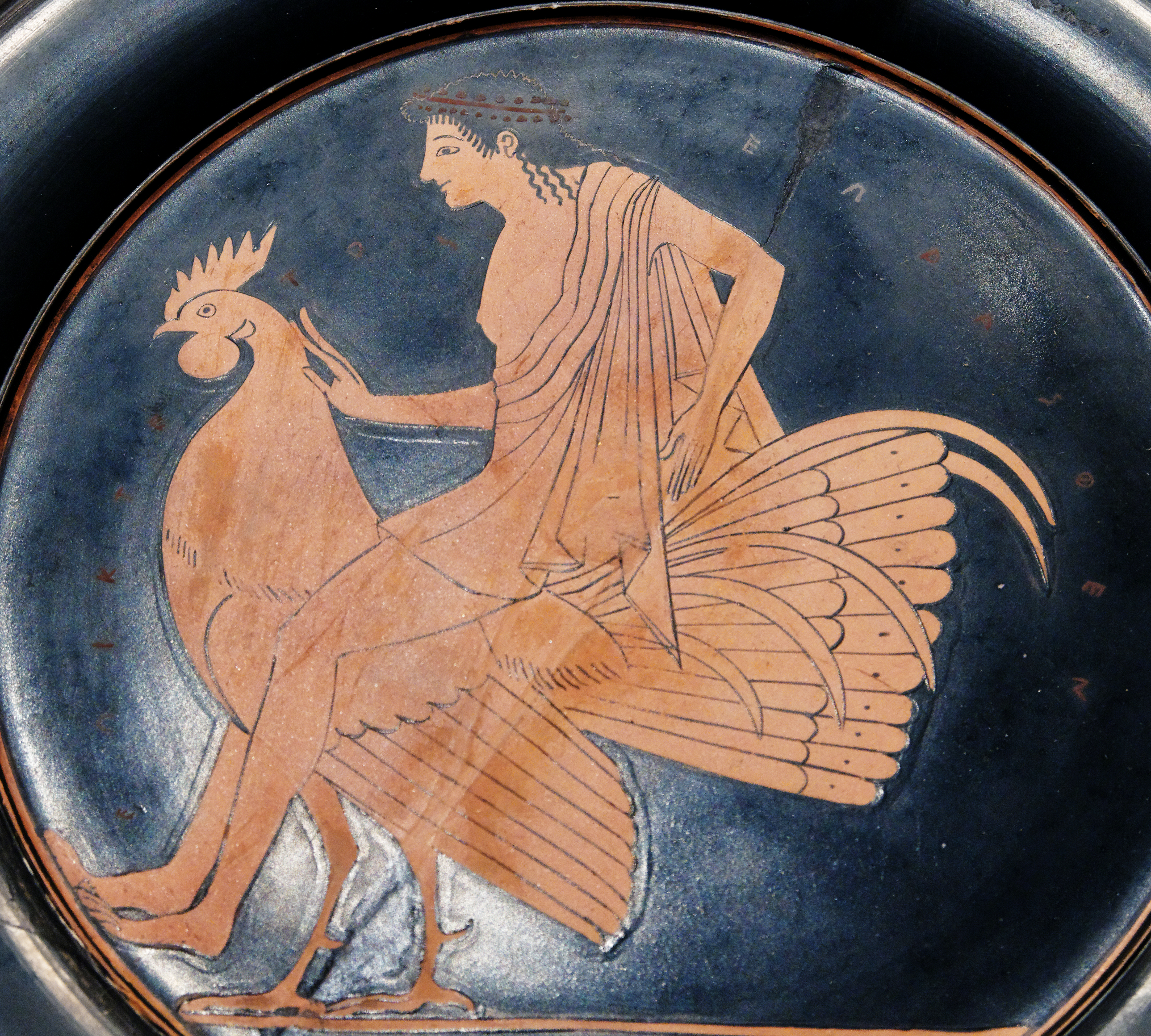
jongen rijdt op een haan. Medaillon van een Attische kylix, ca. 520 tot 510 v.Chr., Metropolitan Museum of Art.
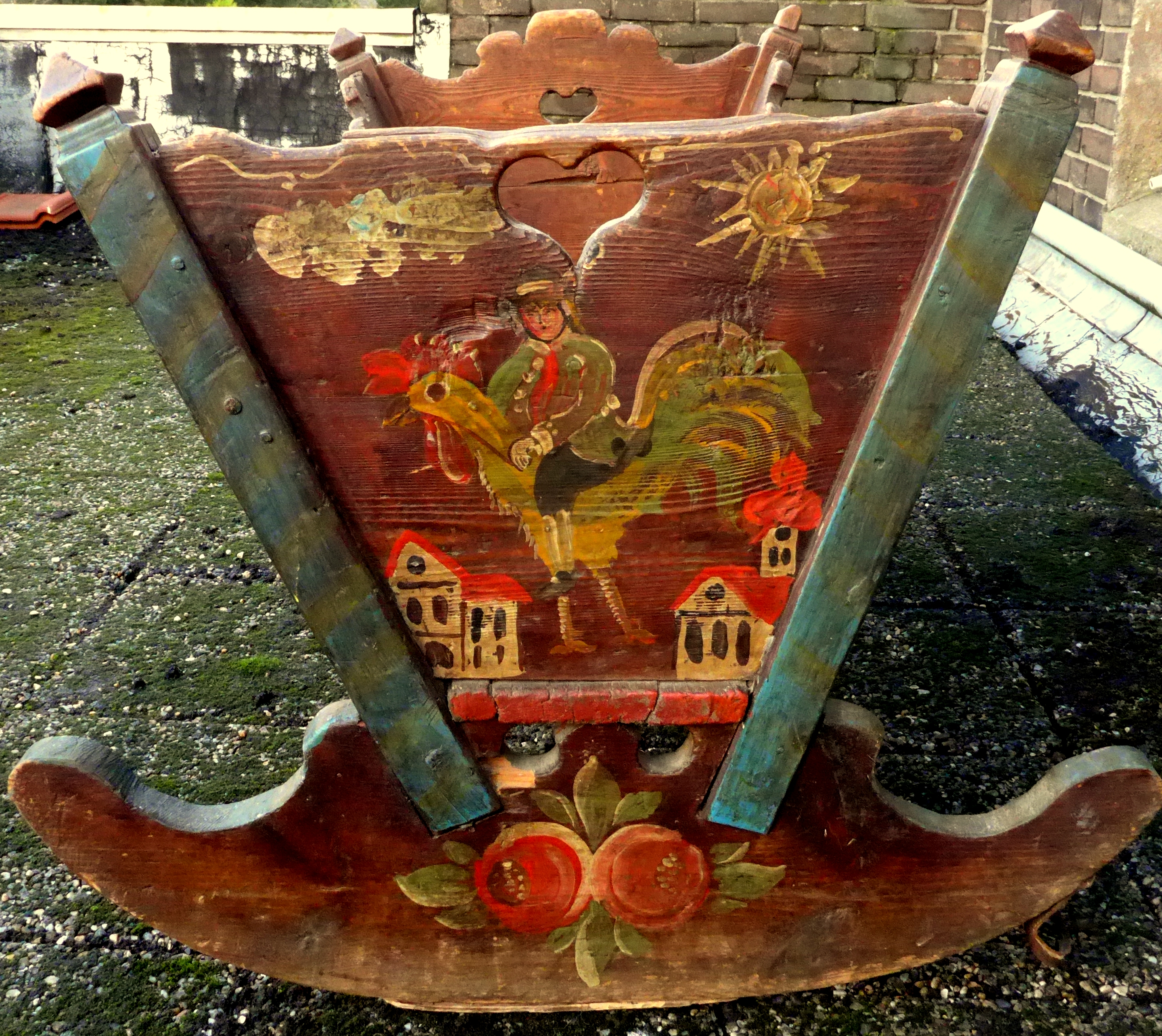
Hanenrijder op wieg midden 19e eeuw, Zuid-Duitsland, de afbeelding duidt erop dat de biologische vader van kind twijfelachtig was
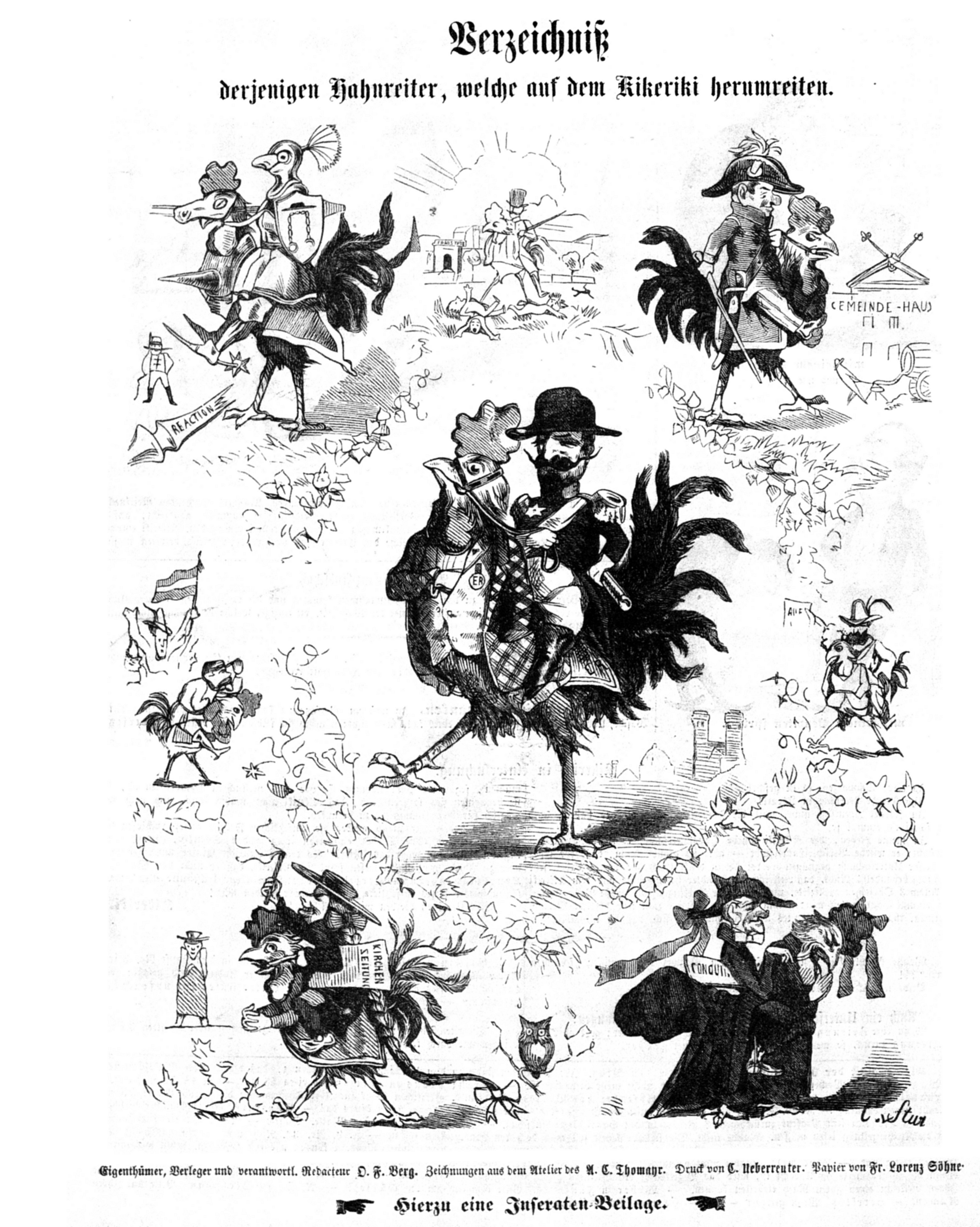
Kikeriki, humoristisch volksblatt, 22 05 1862
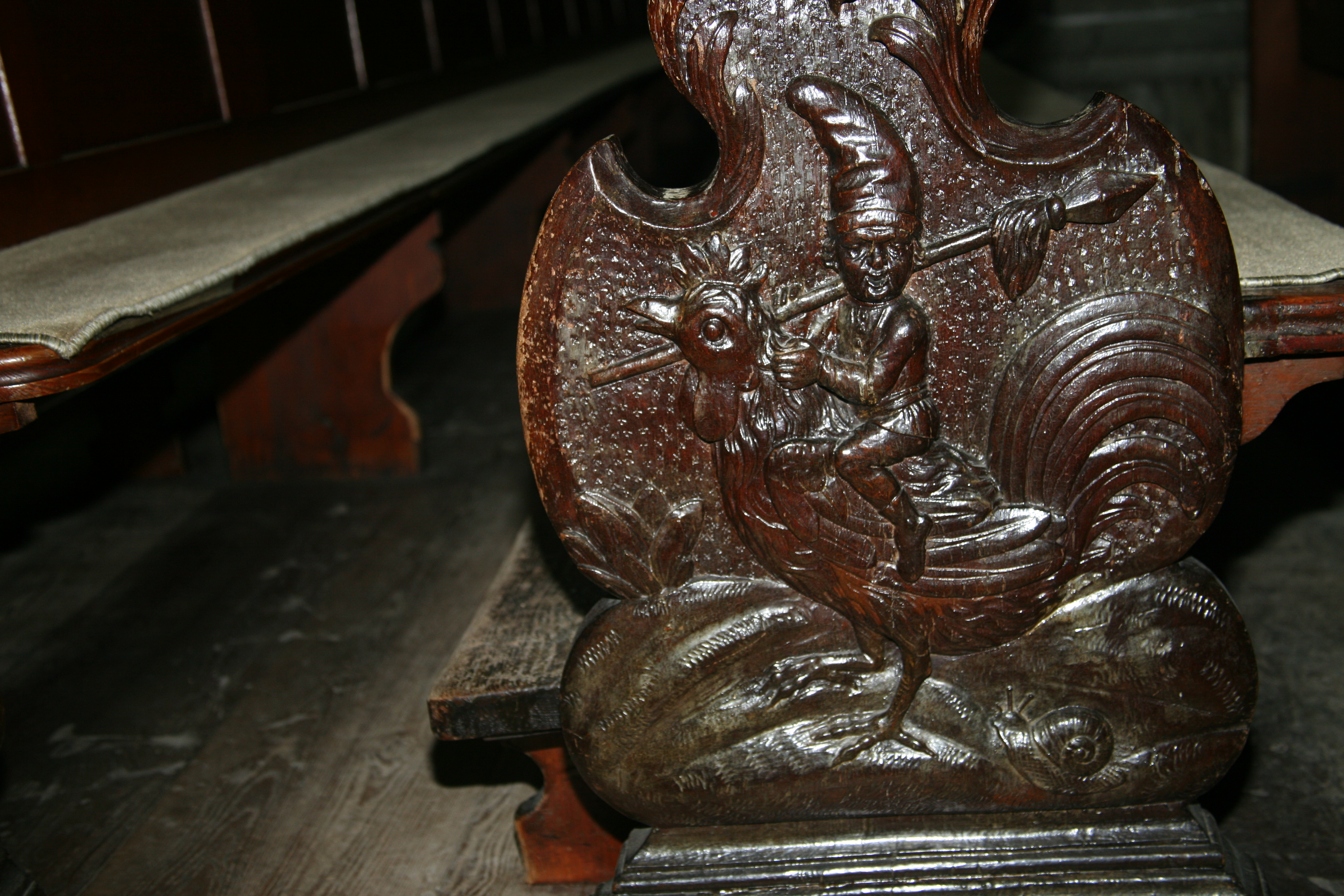
Guller Kirchenstuhlwange Heilig Kreuz
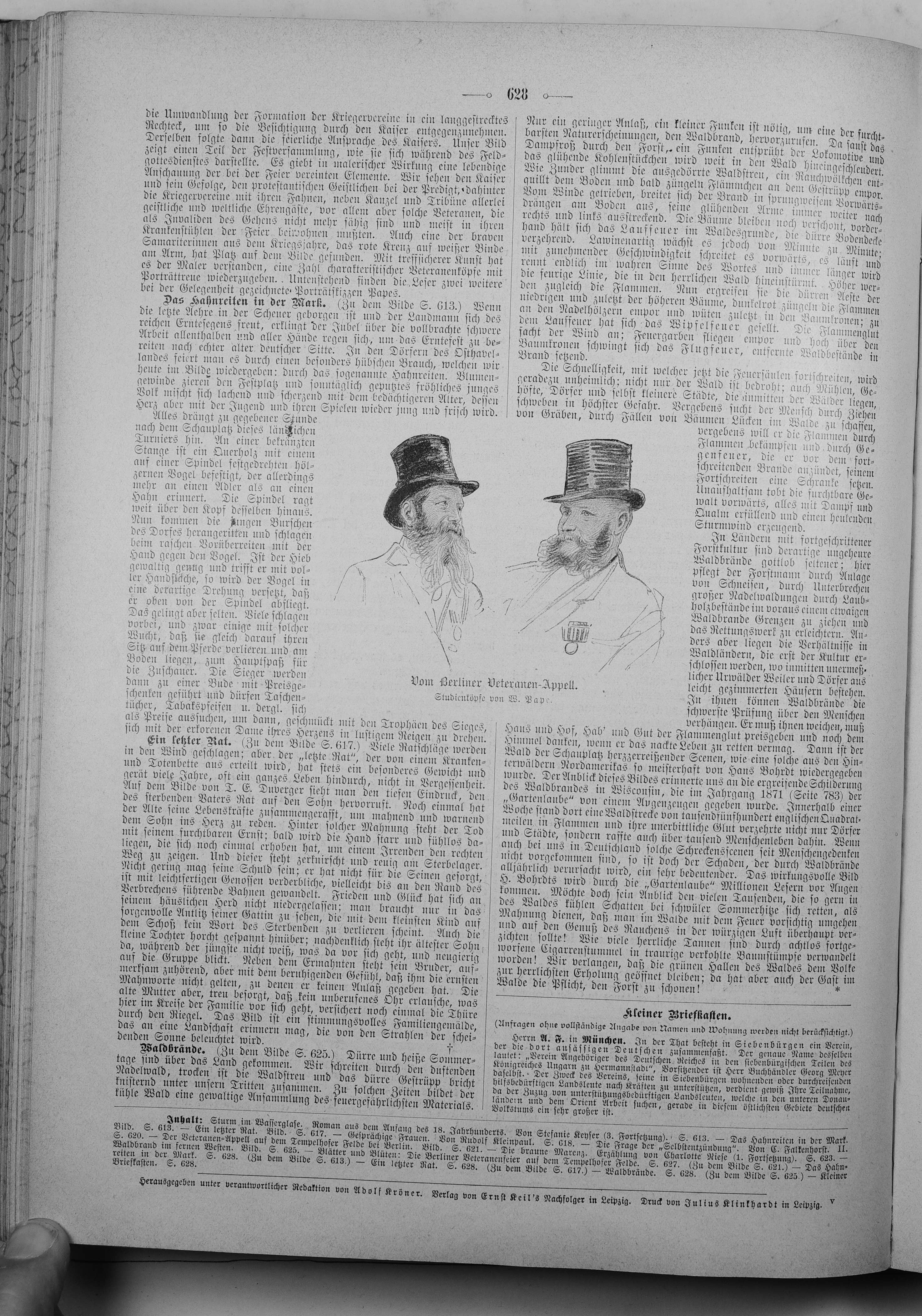
Das Hahnreiten in der Mark
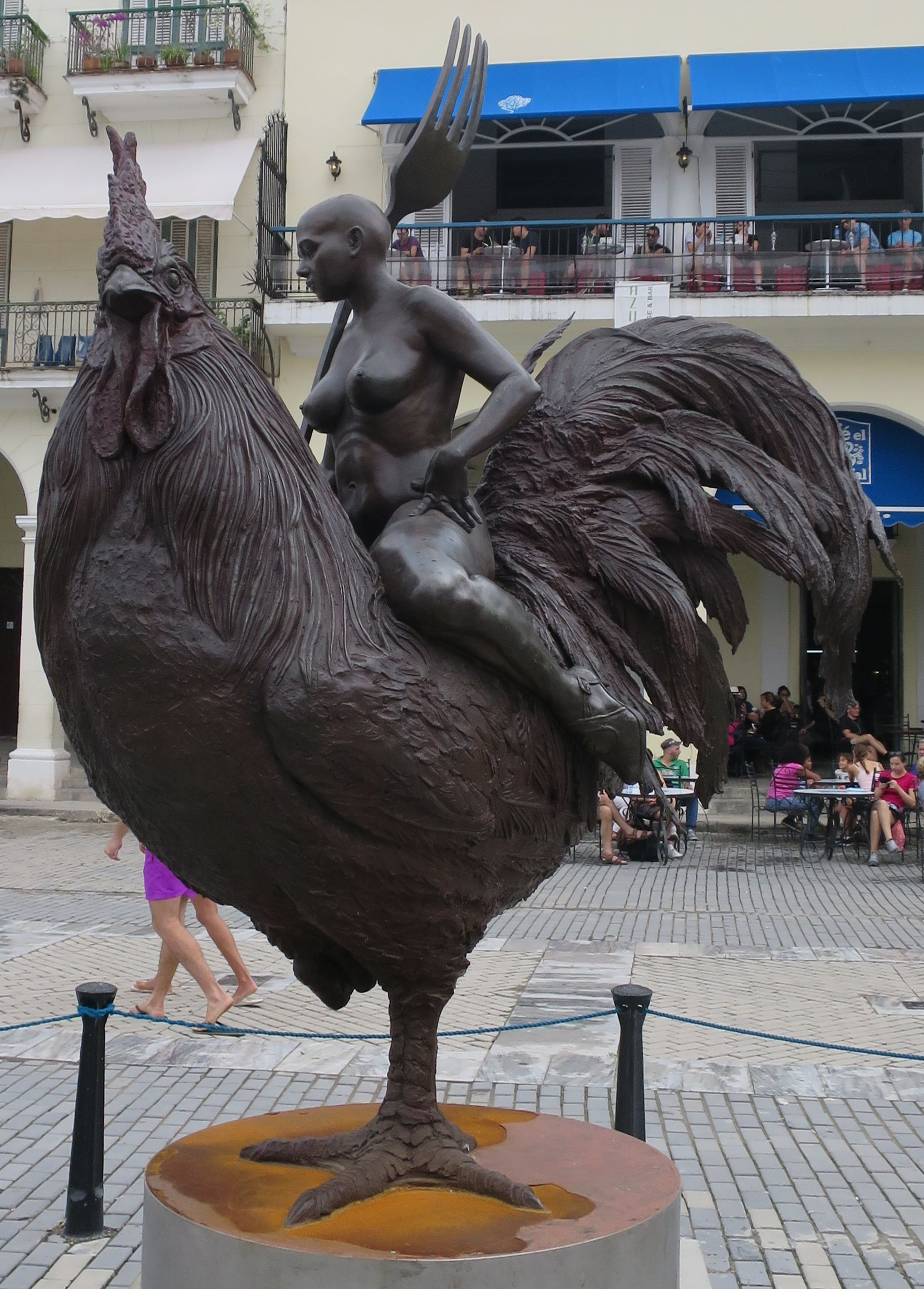
'vrouw op haan, Roberto Fabelo, Plaza Vieja, Havana, de kunstenaar heeft de duiding van het werk nooit bekendgemaakt.